# Paul Popenoe

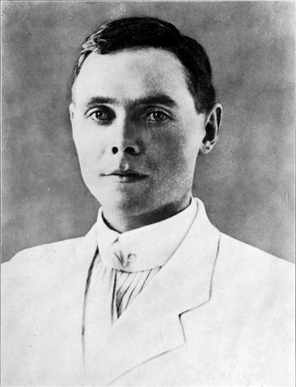
Paul B. Popenoe en 1915.

Paul Popenoe (16 de octubre de 1888 - 19 de junio de 1979) fue un biólogo estadounidense que publicó un informe favorable sobre los resultados de la esterilización eugenésica en California. Ese libro sería ampliamente citado por el gobierno nazi como evidencia de que los programas masivos de esterilizaciones eran factibles y humanos.

## Carrera
Tras el Holocausto fundó durante los años 1950 la orientación familiar, un cambio de profesión que surgió de sus intereses eugenésicos por promover los matrimonios saludables entre personas aptas.